# Anette Hallin
Anette Hallin, född 1969, är en svensk professor och forskare i Organisation och Ledning (Företagsekonomi).

## Biografi
Hallin är född och uppvuxen i Stockholm, där hon gick i Adolf Fredriks musikklasser och på Humanistisk linje, helklassisk variant, på Stockholms musikgymnasium på Kungsholmens gymnasium. Hon avlade ämneslärarexamen vid Uppsala universitet 1994 i svenska, engelska och historia, men läste engelskan vid Stockholms universitet. Hon arbetade som lärare, bland annat på KomVux, Lidingö och på Hersby gymnasium, Lidingö fram till 1999 och arbetade sedan med försäljning, omvärldsanalys och konsulting på Coromatic AB till 2002.
2002 påbörjade hon en doktorsutbildning i Industriell ekonomi och organisation vid Kungliga Tekniska Högskolan i Stockholm med Peter Dobers, Lars Strannegård, Alf Rehn och Mats Engwall som handledare. Efter avlagd doktorsexamen 2009 tillbringade hon 8 månader vid Scandinavian Consortium of Organizational Research (Scancor), Stanfords universitet, i Kalifornien, USA. 2010 fick hon det prestigefulla Wallanderstipendiet. Som Wallanderstipendiat var hon verksam vid Gothenburg Research Institute samt vid Företagsekonomiska institutionen vid Stockholms universitet där hon även var vikarierande lektor. 2013 tillträdde hon ett fast lektorat i Företagsekonomi vid Mälardalens högskola (MDH) där hon bidrog till uppbyggandet av NMP-gruppen, sedermera avdelningen för Organisation och ledning, vid Skolan för Ekonomi, Samhälle och Teknik. Vid MDH blev hon även docent 2015.
Den 1 augusti 2019 blev Hallin professor i Organisation och Ledning vid Handelshögskolan på Åbo Akademi. Hon var den första kvinnan på denna professur. Under hösten 2019 blev hon även professor i Företagsekonomi, inriktning Organisation och Ledning vid Mälardalens Universitet, där hon sedan 2023 återigen har sin bas. 2023-2024 var hon även gästprofessor på deltid vid Högskolan i Gävle.
Hallin har varit medlem i Svenska Projektakademien och styrelsemedlem i Företagsekonomisk förening i Sverige, FEKIS, där hon även var ordförande 2021–2024.

## Verksamhet
Hallins forskning handlar om hur organisering sker genom ständigt pågående och röriga processer, särskilt hur organisatorisk förändring sker genom samspelet mellan teknik och människor. 2017–2023 ledde hon forskningsprogrammet DIGMA som studerade digitalisering, organisering och ledarskap. Forskningsprogrammet ledde till många nya forskningsprojekt och DIGMA är i dag namnet på en forskningsmiljö vid Mälardalens universitet, där ett 15-tal forskare, främst vid Avdelningen för Organisation och Ledning, men även från avdelningar och lärosäten, är verksamma. Hon medverkar även i flera andra forskningsprojekt om hur digitalisering, automatisering och AI förändrar arbete på olika sätt.
Hon är en ofta anlitad talare och srkibent om frågor som rör digitalisering, ledarskap, organisering, projektledning och förändringsledning. Hon har även skrivit läroböcker, bland annat med professor Tina Karrbom-Gustavsson. Tillsammans har de myntat begreppen målsökande och målstyrda projekt för att förklara skillnaderna mellan olika slags projekt.